# Symplecta (Psiloconopa) stictica stictica
Symplecta (Psiloconopa) stictica stictica is een ondersoort van de tweevleugelige Symplecta (Psiloconopa) stictica uit de familie steltmuggen (Limoniidae). De ondersoort komt voor in het Palearctisch gebied.